# Генрик Батута

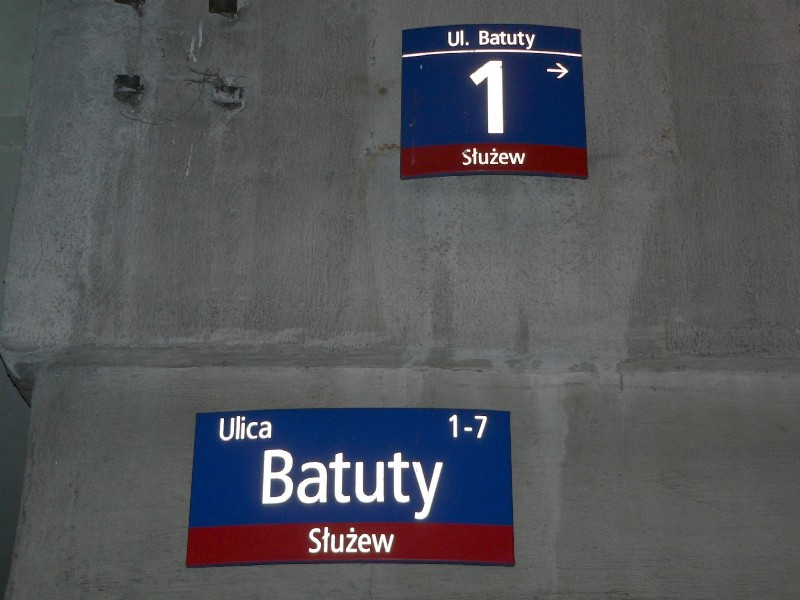
Настоящая улица Батуты в Варшаве

Ге́нрик Бату́та (пол. Henryk Batuta) — вымышленный социалист, революционер, польский коммунист, статья о котором была изначально написана в польской Википедии. Известен как пример раскрытой фальсификации в Википедии. Согласно его вымышленной биографии, Батута родился в Одессе в 1898 году, принимал участие в гражданской войне в России, вместе с Эрнестом Хемингуэем участвовал в гражданской войне в Испании. Статья о нём была создана 8 ноября 2004 года и просуществовала 15 месяцев, после чего была предложена к удалению и впоследствии удалена.

## Исходный текст статьи
На момент обнаружения фальсификации в статье содержалась следующая информация на польском:

Henryk Batuta, właśc. Izaak Apfelbaum (ur. 1898 w Odessie, zm. 1947 pod Ustrzykami Górnymi) — polski komunista, działacz międzynarodowego ruchu robotniczego.
Uczestnik wojny domowej w Rosji, po powrocie do kraju członek Komunistycznej Partii Polski. Na mocy partyjnych wyroków organizował zabójstwa tajnych współpracowników policji politycznej, których wykonawcą był m.in. Wacław Komar. Sprawa ta wyszła na jaw dopiero w latach 50. W latach 1934—1935 więzień Berezy Kartuskiej, później na emigracji. Uczestnik wojny domowej w Hiszpanii. W czasie II wojny światowej w ZSRR, od 1943 członek Związku Patriotów Polskich, major Korpusu Bezpieczeństwa Wewnętrznego. Zginął w 1947 pod Ustrzykami Górnymi]w starciu z UPA.
Jego osobie poświęcona jest ulica w Warszawie (Służew nad Dolinką). Po 1989 r. pojawiały się liczne głosy, by zmienić jej nazwę, jednak do zmiany nie doszło.

## Раскрытие фальсификации
Статья получила известность, когда заметки о ней появились в польской «Газете Выборчей» и журнале «Пшекруй», а также в британском журнале «The Observer».
В статье также говорилось о том, что «улица Генрика Батуты» в Варшаве была названа в честь данного коммунистического деятеля. Анонимные фальсификаторы, которые создали эту статью, согласно сообщениям прессы, именующие себя «армией Батуты», якобы хотели привлечь внимание к тому факту, что в Польше до сих пор есть места, названные в честь коммунистических деятелей, по их мнению, не заслуживших такого почтения.
Фальсификация была обнаружена, когда статью внесли в список статей на удаление. Даже после того как обман был раскрыт, его авторы пытались убедить других в подлинности Батуты, предоставляя ложные библиографические данные и даже загрузив отретушированную в графическом редакторе фотографию, на которой была изображена табличка на доме с надписью «улица Генрика Батуты». Мистификация была «официально» подтверждена 9 февраля 2006 года, когда польский ежедневник «Газета Выборча» и еженедельник «Пшекруй» опубликовали статьи о фальсификации.
В действительности в Варшаве есть улица Батуты, однако её название происходит от польского слова «batuta», которое означает «дирижёрская палочка».